# Лемерль, Поль
Поль Лемерль (фр. Paul Lemerle; 22 апреля 1903, Париж — 17 июля 1989, Париж) — французский историк-медиевист, педагог, византинист. Профессор. Доктор гуманитарных наук (1945).

## Биография
Окончил Французскую археологическую школу в Афинах (École française d’Athènes).
Член и Генеральный секретарь Французской школы в Афинах (1931—1941). Преподаватель истории древнего мира и средних веков на факультете искусств университет Дижона (1942—1947). Преподаватель на факультете искусств в Париже (1945).
В 1945 году стал доктором гуманитарных наук.
Позже в 1947—1968 годах, преподавал в Практической школе высших исследований, в 1958—1967 годах читал лекции на факультете гуманитарных наук в Сорбонне и на кафедре византийской истории цивилизации в Коллеж де Франс (1967—1973).
Директор научно-исследовательского центра истории и византийской цивилизации.
Был основателем и почётным президентом Международной ассоциации византийских исследований (Association Internationale des Etudes Byzantines, AIEB).
Член Академии Дижона, Академии надписей и изящной словесности. Иностранный член Британской академии, академий Афин, Австрии, Бельгии, Корфу (Ионическая академия), Палермо, Югославии, Средневековой академии Америки, Американской академии искусств и наук . Член немецкого археологического института, археологического общества Афин, центра византийских исследований университета в Салониках, греческого общества византийских исследований, Общества македонских исследований, Филологического Общества Парнас (Φιλολογικός Σύλλογος Παρνασσός), Общества кипрских исследований, австрийского общества византологии, греческого общества христианской археологии.
Почётный доктор университетов в Афинах, Салониках, Палермо.
Автор ряда работ, посвящённых Византии, византийской образованности и интеллектуальной жизни.

## Избранные труды
- Histoire de Byzance, 1960.
- Philippes et la Macédoine orientale à l'époque chrétienne et byzantine, 1945.
- Le premier humanisme byzantin, 1971.
  - Первый византийский гуманизм. Замечания и заметки об образовании и культуре в Византии от начала до X века / Вступ. ст. и пер. с франц. Т. А. Сениной (монахини Кассии). — СПб.: «Свое издательство», 2012. — 490 с. — ISBN 9785-4386-5145-1.
- The agrarian history of Byzantium from the origins to the twelfth century, 1979.
- Byzantine humanism, the first phase, 1986.
- Cinq études sur le XIe siècle Byzantin, 1977.
- Essais sur le monde byzantin, 1980.
- A history of Byzantium, 1964.
- Le monde de Byzance, 1978.
- Les plus anciens recueils des miracles de Saint Démétrius et la pénétration des Slaves dans les Balkans, 1979.
- Le style byzantin, 1943.
- L' émirat d’Aydin, Byzance et l’Occident, 1957.
- Élèves et professeurs à Constantinople au Xe siècle, 1969.